# Projeto Pérola
Fundada em janeiro de 2000, a Associação Educacional e Profissionalizante Pérola, ou simplesmente “Projeto Pérola”, entidade sem fins lucrativos, tinha como missão incluir digitalmente comunidades carentes. Atuando nas comunidades de baixa renda o Projeto Pérola oferecia um curso básico de informática (Microsoft Windows, Microsoft Word e Microsoft Excel), porém durante as aulas percebeu-se a necessidade de trabalhar outro tema aonde os jovens também se encontravam excluídos, a cidadania. Sendo assim o Projeto Pérola passou a oferecer juntamente com o curso de informática noções básicas de cidadania com palestras de higiene pessoal, saúde, meio ambiente, mercado de trabalho, prevenção a drogas e DST, responsabilidade social, comportamento, etc. Ao final de 2001 atendia-se apenas 164 alunos, atualmente, com o desenvolvimento constante na atuação do Projeto Pérola, têm-se como frutos colhidos à formação de 6116 alunos.
Em 2007 são dezenove unidades distribuídas em cidades do interior de São Paulo: Sorocaba, Votorantim, Jundiaí, Salto, Salto de Pirapora, Americana, Mairinque, Itapeva, Itapirapuã Paulista e Ribeirão Branco e em 2008 serão 35. São 4500 alunos simultâneos/semestre. Através das parcerias 10% destes jovens foram incluídos no mercado de trabalho.
Os melhores alunos do Projeto Pérola ganham bolsas de estudo (100%) em colégios renomados das cidades próximas às unidades. As pérolas que não foram contempladas com a bolsa recebem a oportunidade de fazer diversos outros cursos que contribuem para sua formação profissional ou até mesmo artística. O melhor aluno de cada unidade recebe como prêmio um computador pessoal compatível com as ferramentas que aprenderam no curso.
Notou-se a partir de então uma incrível melhora no aproveitamento dos alunos e este modelo perdurou até o final do ano de
2006, quando foi reestruturado.
O fundador é o empreendedor Jorge Alberto França Proença.